# Liste der Bodendenkmäler in Ismaning
Auf dieser Seite sind die Bodendenkmäler in der oberbayerischen Gemeinde Ismaning zusammengestellt. Diese Tabelle ist eine Teilliste der Liste der Bodendenkmäler in Bayern. Grundlage ist die Bayerische Denkmalliste, die auf Basis des Bayerischen Denkmalschutzgesetzes vom 1. Oktober 1973 erstmals erstellt wurde und seither durch das Bayerische Landesamt für Denkmalpflege geführt wird. Die folgenden Angaben ersetzen nicht die rechtsverbindliche Auskunft der Denkmalschutzbehörde.

## Bodendenkmäler in Ismaning
| Lage                               | Objekt | Akten-Nr.     | Bild           |
| ---------------------------------- | --- | ------------- | -------------- |
| (Standort)                         | Siedlung der frühen Bronzezeit, der Hallstattzeit und späten Latènezeit sowie der römischen Kaiserzeit.                                                                                | D-1-7735-0163 |                |
| (Standort)                         | Körpergräber des frühen Mittelalters. | D-1-7736-0041 |                |
| (Standort)                         | Körpergräber des frühen Mittelalters. | D-1-7736-0042 |                |
| (Standort)                         | Reihengräberfeld des frühen Mittelalters. | D-1-7736-0043 |                |
| (Standort)                         | Verebnete Grabhügel vorgeschichtlicher Zeitstellung. | D-1-7736-0047 |                |
| (Standort)                         | Siedlung vor- und frühgeschichtlicher Zeitstellung. | D-1-7736-0048 |                |
| (Standort)                         | Siedlung vor- und frühgeschichtlicher Zeitstellung. | D-1-7736-0049 |                |
| (Standort)                         | Siedlung vor- und frühgeschichtlicher Zeitstellung. | D-1-7736-0050 |                |
| (Standort)                         | Bestattungsplatz mit Kreisgräben vorgeschichtlicher Zeitstellung. | D-1-7736-0051 |                |
| (Standort)                         | Siedlung vor- und frühgeschichtlicher Zeitstellung. | D-1-7736-0052 |                |
| (Standort)                         | Siedlung vor- und frühgeschichtlicher Zeitstellung. | D-1-7736-0055 |                |
| (Standort)                         | Siedlung vor- und frühgeschichtlicher Zeitstellung. | D-1-7736-0056 |                |
| (Standort)                         | Siedlung vor- und frühgeschichtlicher Zeitstellung. | D-1-7736-0057 |                |
| Schloßstraße 1, 2 und 3 (Standort) | Untertägige frühneuzeitliche Befunde im Bereich von Schloss Ismaning und seiner Vorgängerbauten mit barocken Gartenanlagen.                                                            | D-1-7736-0156 | weitere Bilder |
| Kirchplatz 1 (Standort)            | Untertägige mittelalterliche und frühneuzeitliche Befunde im Bereich der katholischen Pfarrkirche St. Johann Baptist in Ismaning und ihrer Vorgängerbauten mit aufgelassenem Friedhof. | D-1-7736-0157 | weitere Bilder |